# La Frisée aux lardons
Pour plus de détails, voir Fiche technique et Distribution.
La Frisée aux lardons est un film français réalisé par Alain Jaspard, sorti en 1979.

## Fiche technique
- Titre français : La Frisée aux lardons
- Réalisation : Alain Jaspard
- Scénario : Alain Jaspard
- Photographie : Jean-Pierre Baux
- Production : Claire Duval
- Pays d'origine : France
- Date de sortie : 1979
- Affiche : René Ferracci (France)

## Distribution
- Bernadette Lafont : Micheline
- Bernard Menez : Maurice, dit 'Doudoune'
- Michel Aumont : Pierre
- Pascale Rocard : Isabelle
- Flore Fitzgerald : Marie-Hélène
- Pascal Meynier : Pascal
- Jacques Ramade : René
- Jacques Pessis : Gilbert-Henri Mus
- Christian Bujeau : Rodolphe
- Étienne Draber : André
- Annie Jouzier : Martine
- Michel Such : Aldo, le marchand de glaces
- Cerise[1]